# Reynoutria x bohemica
Reynoutria x Bohemica (Чешка рејнутрија) је хибрид између врсте R. japonica и врсте R. sachalinensis из фамилије Polygonaceae.

## Опис
Веома личи на R. japonica, али има знатно веће листове, који немају заравњену основу карактеристичну за ову врсту, већ срцасту, као код врсте R. sachalinensis. Врх листа јесте зашиљен, али мање изражено него код врсте R. japonica. Текстура листа је такође интермедијарна у односу на карактеристике листова родитељских врста: између чврсте и кожасте (R.japonica) и меке (R. sachalinensis). Длакавост наличја листа је једна од кључних таксономских карактеристика за разликовање ових врста: код врсте R. japonica наличје је готово глатко, код врсте R. sachalinensis је длакаво, са длакама од 1 милиметра, најгушћим на лисним нервима, док је хибридна врста R. x bohemica на наличју длакава, али много више него R. sachalinensis, с длакама од 0,5 милиметара, углавном распоређеним на лисним нервима, док је међупростор готово гладак.

## Порекло врсте
Врста је описана 1983. године у Чешкој, па отуд је назив „bohemica”, по старом називу за Чешку-Бохемија, да би много касније била откривена и у Јапану и описана под називом R. x miyushimae Yokouchiex T. Shimizu. Сматра се да се ради о независним догађајима хибридизације до које долази када год се ареали врста R. japonica и R. sachalinensis преклапају.
Хибрид је у Европи настао пошто су мушке јединке врсте R. sachalinensis доспеле у Европу, с обзиром на то да су у Европи до тада налажене само женске јединке R. japonica. Стога, свако семе које је врста R. japonica произвела у Европи било је хибридног порекла и дало је хибридне јединке врсте R. x bohemica. Ово семе је, затим, дистрибуирано широм света као семе врсте R. japonica, које се гаји као украсна биљка.
Ревизија хербарских података потврдила је да се хибрид у Европи почео појављивати недуго након интродукције врсте R. sachalinensis крајем XIX века, од када су примерци ове врсте гајени у Ботаничким баштама. Најранији налаз из природе датира из 1954. године и нађен је у Великој Британији. Међутим, за данашњи ареал врсте R. x bohemica не може бити одговоранa продукција семена хибридизацијом родитељских врста. Наиме, ова врста се ширила као гајена, дистрибуцијом делова ризома уместо семена, а затим је  „одбегла” из културе.
За разлику од врсте R. japonica, у већем делу Европе присутне су и женске и мушке јединке. Reynoutria x bohemica се налази у великом делу ареала врсте R. japonica, посебно тамо где су родитељске врсте у симпатрији. Код нас постоје индиције да се овај хибрид јавља чак чешће него врста R. japonica, али се R. x bohemica најчешће погрешно идентификује као једна од родитељских врста.
Неки од главних начина ширења су водене струје, трансфер земљишта, пренос на машинама, опреми и возилима, кроз баштенски отпад и гајење у орнаменталне сврхе.

## Станиште
Избор станишта је исти као код родитељских врста мада постоје докази да може населити још шири опсег станишта у односу на њих. За разлику од врсте R. japonica, која заузима рудерална станишта и станишта на којима постоји утицај човека, а затим и деградирана природна станишта, врста R. x bohemica се најпре може наћи на деградираним природним стаништима (углавном дуж водотокова и у речним долинама и сланим мочварама), а секундарно и на рудералним стаништима.

## Распрострањење у Србији
Ретко распрострањена.

## Мере контроле и сузбијања
Исте које важе за родитељске врсте (првенствено за врсту R. japonica), с тим да постоје докази да је врста R. x bohemica теже контролисати него родитељске врсте. У сваком случају, мере контроле треба континуално примењивати дужи низ година да би се постигла контрола. Приликом уклањања и контроле ове врсте нарочито се треба фокусирати на уклањање мушких јединки које производе полен и тиме омогућују даљу хибридизацију. Хибрид изазива једнаку или економску штету од врсте R. japonica.

## Синоними
- Fallopia x bohemica (Chrtek & Chrtkova) J.P. Bailey
- Polygonum x bohemicum (J.Chrtek & A.Chrtkova) P.F.Zika & A.L. Jacobson
- Reynoutria x vivax Schmitz & Strank
- R. x vivax auct., non Schmitz&Strank 1985 (sensu Clement & Foster 1994)